# Metavononoides peculiaris
Metavononoides peculiaris is een hooiwagen uit de familie Cosmetidae.